# Al Beal
Al Beal (Fort Lauderdale, 13 agosto 1958) è un ex cestista statunitense, professionista in Italia.

## Carriera
Venne selezionato dai Milwaukee Bucks al terzo giro del Draft NBA 1980 (63ª scelta assoluta).